# 王冰
王冰（?—?），號啟玄子，唐代人。

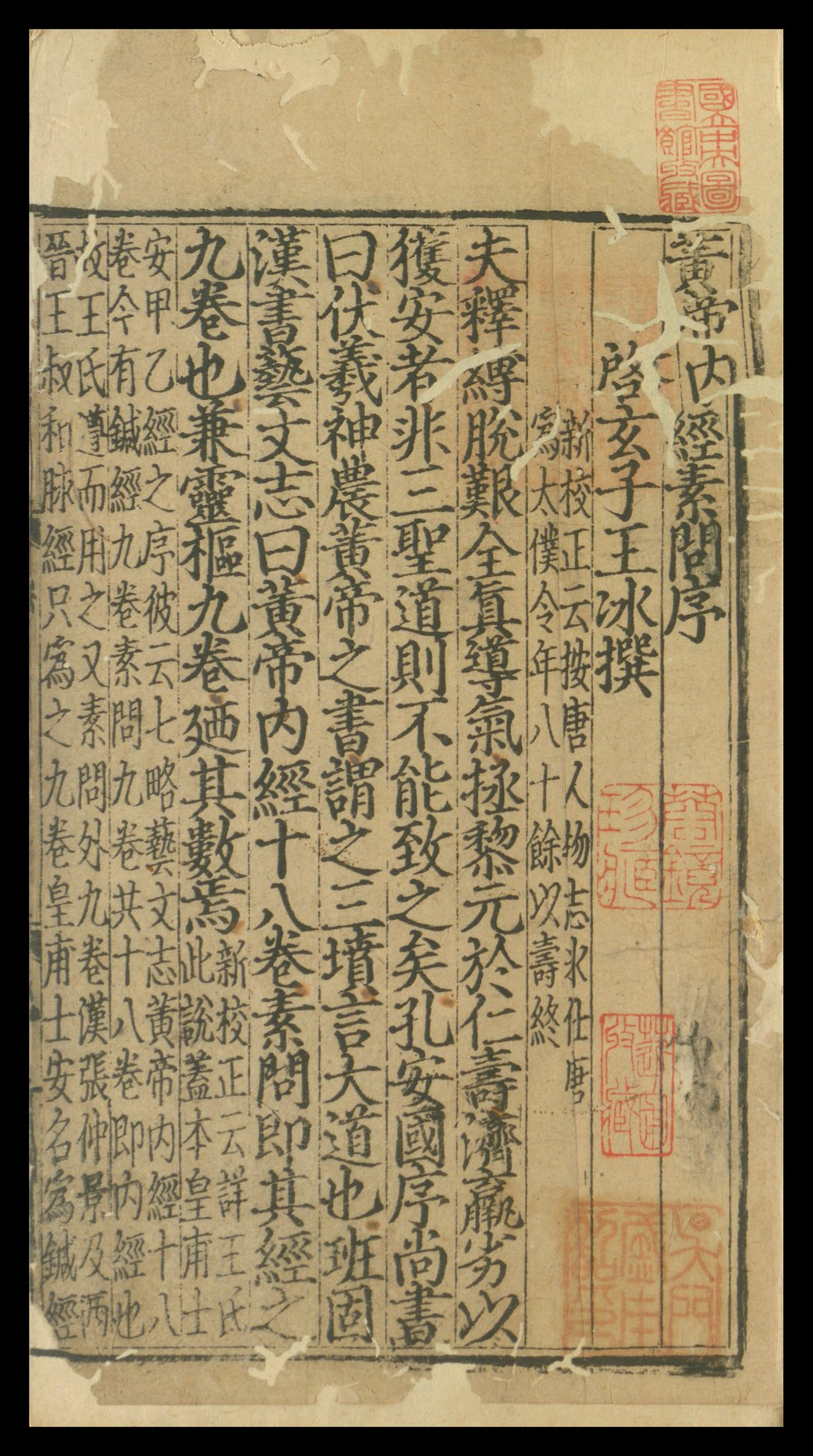
王冰《黃帝內經素問序》書影

曾任唐代太僕令，又稱「王太僕」。生平好養生之術，潛心研究《素問》，尊崇為“至道之宗、奉生之始”，汲歷12年，“凡所加字，皆硃書其文，使今古必分、字不雜糅。”，著成《次注黃帝內經素問》，又稱《重廣補注黃帝內經素問》，共24卷，81篇。高保衡、林億評說：王冰“得先師所藏之卷大為次註，猶是三皇遺文，燦然可觀”。而第七卷，王冰補入的七篇大論──《天元紀大論》、《五運行大論》、《五常政大論》、《六微旨大論》、《六元正紀大論》、《氣交變大論》、《至真要大論》是現今運氣學說的主要依據。
王冰主張「諸寒之而熱者取之陰，熱之而寒者取之陽」。另著《玄珠》一書，已佚。另外《玄珠密語》十卷、《昭明隱旨》三卷、《天元玉冊》三十卷及《元和紀用經》一卷，乃後人偽託之書。

## 延伸阅读
[在维基数据编辑]
 在维基文库阅读此作者作品（ 在维基共享资源阅览影像）